# Katastrofa budowlana w Santo Domingo
Katastrofa budowlana w Santo Domingo – katastrofa budowlana, do której doszło 8 kwietnia 2025 o godzinie 0:44 w Santo Domingo w Dominikanie. W wyniku zawalenia się dachu klubu nocnego „Jet Set” śmierć poniosło 236 osób, a 225 zostało rannych

## Okoliczności katastrofy
Klub nocny Jet Set otwarto w 1973 na miejscu dawnego kina. W latach 2010 i 2015 budynek przechodził renowację. W poniedziałkowe wieczory w klubie grano muzykę taneczną na żywo, co przyciągało wielu gości, w tym dominikańskich celebrytów. Feralnej nocy w klubie odbywał się koncert Rubby Péreza, popularnego dominikańskiego piosenkarza merengue. W klubie bawiło się około 500 osób. Kilka minut przed katastrofą goście zaczęli informować obsługę klubu o sypiącym się do ich napojów kurzu lub tynku z sufitu. Według relacji naocznych świadków dach zawalił się nagle, po około godzinie od rozpoczęcia występu Péreza, o godzinie 0:44. Moment katastrofy został zarejestrowany przez wielu świadków za pomocą smartfonów.
Po zawaleniu rozpoczęto szeroko zakrojoną akcję poszukiwawczo-ratowniczą, w której wzięło udział około 400 ratowników. Rannych było tak wielu, że w karetkach umieszczano po kilka poszkodowanych osób. Ostatnią żywą osobę wydobyto z gruzów 14 godzin po zawaleniu się dachu, około godziny 15:00. Władze Dominikany poprosiły o pomoc międzynarodową. Na apel ten odpowiedziały Izrael oraz Portoryko, które wysłały swoje ekipy ratownicze.

## Ofiary katastrofy
Wśród ofiar katastrofy znaleźli się sportowcy, politycy, a także przedstawiciele branży modowej. Zdarzenia nie przeżył piosenkarz merengue'owy Rubby Pérez, który był gwiazdą wieczoru. Mężczyzna zmarł w szpitalu na skutek odniesionych obrażeń. Śmierć poniosło dwóch baseballistów – Octavio Dotel oraz Tony Blanco, gubernatorka prowincji Monte Cristi – Nelsy Cruz, projektant mody Martín Polanco, saksofonista Luis Solis, który występował tego wieczora na scenie, a także prezes dominikańskiego banku AFP Popular wraz z żoną. Wśród ofiar znaleźli się cudzoziemcy.
| Państwo           | Liczba ofiar |
| ----------------- | ------------ |
| Dominikana        | 200          |
| Stany Zjednoczone | 17           |
| Wenezuela         | 10           |
| Francja           | 2            |
| Włochy            | 2            |
| Haiti             | 1            |
| Hiszpania         | 1            |
| Kenia             | 1            |
| Kolumbia          | 1            |
| Kostaryka         | 1            |
| Razem             | 236          |